# Retaule de Sant Iscle i Santa Victòria de la Torre
|  | Aquest article tracta sobre el retaule originari de l'església de Sant Iscle i Santa Victòria de la Torre, a la Baronia de Rialb (Noguera). Vegeu-ne altres significats a «Sant Iscle». |

El Retaule de Sant Iscle i Santa Victòria de la Torre és una obra medieval de la Torre de Rialb, a la Baronia de Rialb. D'autor inconegut, derivat de l'Escola de Lleida, data de la segona meitat del segle xiv. Originàriament, el retaule era ubicat a l'altar major de l'església parroquial de la Torre de Rialb. Després d'haver estat desmuntat i desat provisionalment a la sagristia del temple durant la guerra civil es va decidir, per motius de seguretat, en quedar deshabitat el poble, traslladar-lo a l'església de Sant Josep, situada dins el nucli habitat més proper, a Politg, on hi va romandre desmuntat fins a l'any 2007, quan fou finalment restaurat.

## Descripció formal i estètica
La tècnica pictòrica és, possiblement, un tremp d'ou, amb importants zones recobertes amb làmina d'or sobre base ocre o vermella.
És dividit en sis registres escènics i un bancal o predel·la inferior esculpits en alt relleu. Pel que fa al tipus de talla sobre el pla, aquesta és tridimensional -tríptic-.
La seva temàtica és hagiogràfica, amb escenes de la vida i la passió de Sant Iscle i Santa Victòria, suposats màrtirs cordovesos del segle iv dC. El cicle narratiu s'inspira en la passió de Santa Cristina de Bolsena, aplegat a la Llegenda Àuria de Jaume de Voràgine, però el plantejament iconogràfic ja el trobem en pintures greco-egípcies del segle i dC i en relleus romans i paleocristians. Destaca la força de moviment de cadascuna de les escenes, que fa que presentin un cert naturalisme carregat d'expressivitat i de dramatisme. Una de les seqüències més interessants en aquest sentit, és la de la immersió dels màrtirs al riu Guadalquivir, per mitjà d'unes feixugues rodes de molí que els botxins els havien lligat al coll.
El retaule intenta aplegar un seguit de detalls estètics que donen un sentit de realitat i d'apropament a la quotidianitat de l'època; en la indumentària dels sicaris o bé en les formes d'alguns objectes com ara l'ossera d'estil gòtic. A més a més, hi ha una intencionalitat de propiciar la conversió de l'observador a través del sentiment.

## Autoria
El retaule es pot situar dins d'un grup d'obres d'autor desconegut, derivats de l'escola lleidatana, iniciat a partir del taller de Bartomeu de Robió, durant la segona meitat del segle xiv, entre les quals cal esmentar les obres de la Seu Vella de Lleida, el retaule de la Verge de l'església parroquial d'Albesa, el de Sant Bartumeu de l'església parroquial de Cubells, i els fragments d'imatges i del retaule de Santa Caterina, de l'església de Sant Salvador de Balaguer.